# Model for End-Stage Liver Disease
Il MELD, acronimo in lingua inglese per Model for End-Stage Liver Disease, è un sistema di punteggio utilizzato per valutare la gravità delle epatopatie croniche. Fu sviluppato inizialmente a scopo prognostico per valutare la sopravvivenza a tre mesi dopo intervento chirurgico di posizionamento di uno shunt portosistemico intraepatico transgiugulare e, successivamente, per valutare la prognosi e la priorità nei candidati a ricevere un trapianto di fegato. Tale sistema di punteggio è utilizzato sia dal United Network for Organ Sharing (UNOS) sia da Eurotransplant per la realizzazione della lista di attesa per il trapianto in sostituzione della meno recente classificazione di Child-Pugh.

## Storia
Fu sviluppato originariamente alla Mayo Clinic e denominato Mayo End-stage Liver Disease. Deriva da dati raccolti relativi a una serie di pazienti andati incontro alla procedura di posizionamento di un TIPS e includeva inizialmente anche una variabile basata sull'eziologia della malattia epatica. Il sistema di punteggio si rivelò avere un valore prognostico nelle malattie croniche del fegato in generale e, con alcuni accorgimenti, poté essere utilizzata nella valutazione della priorità per i riceventi di trapianto di fegato. Il fattore eziologico, ritenuto poco importante e relativamente soggettivo, fu escluso.

## Calcolo
Per calcolare il punteggio MELD si usano come variabili la concentrazione plasmatica di bilirubina e di creatinina e il tempo di protrombina normalizzato (INR). La formula utilizzata è la seguente:
{\displaystyle MELD=3.78*\ln[bilirubina\ sierica\ (mg/dL)]+11.2*\ln[INR]+9.57*\ln[creatinina\ sierica\ (mg/dL)]+6.43}
Lo United Network for Organ Sharing ha apportato le seguenti modifiche al punteggio:
- Se il paziente è stato sottoposto a dialisi due volte nella settimana precedente il valore della creatinina sierica da usare è 4.0 mg/dL;
- Tutti i valori inferiori a 1 vengono arbitrariamente portati a 1 per evitare risultati negativi (ad esempio, se la bilirubina è 0.8 mg/dL, il valore utilizzato per il calcolo è 1.0 mg/dL).

## Interpretazione
In base al punteggio MELD ottenuto, la mortalità a tre mesi è:
| Punteggio      | Mortalità |
| -------------- | --------- |
| 40 o superiore | 71.3%     |
| 30–39          | 52.6%     |
| 20–29          | 19.6%     |
| 10–19          | 6.0%      |
| Inferiore a 9  | 1.9%      |